# Esther Paterson

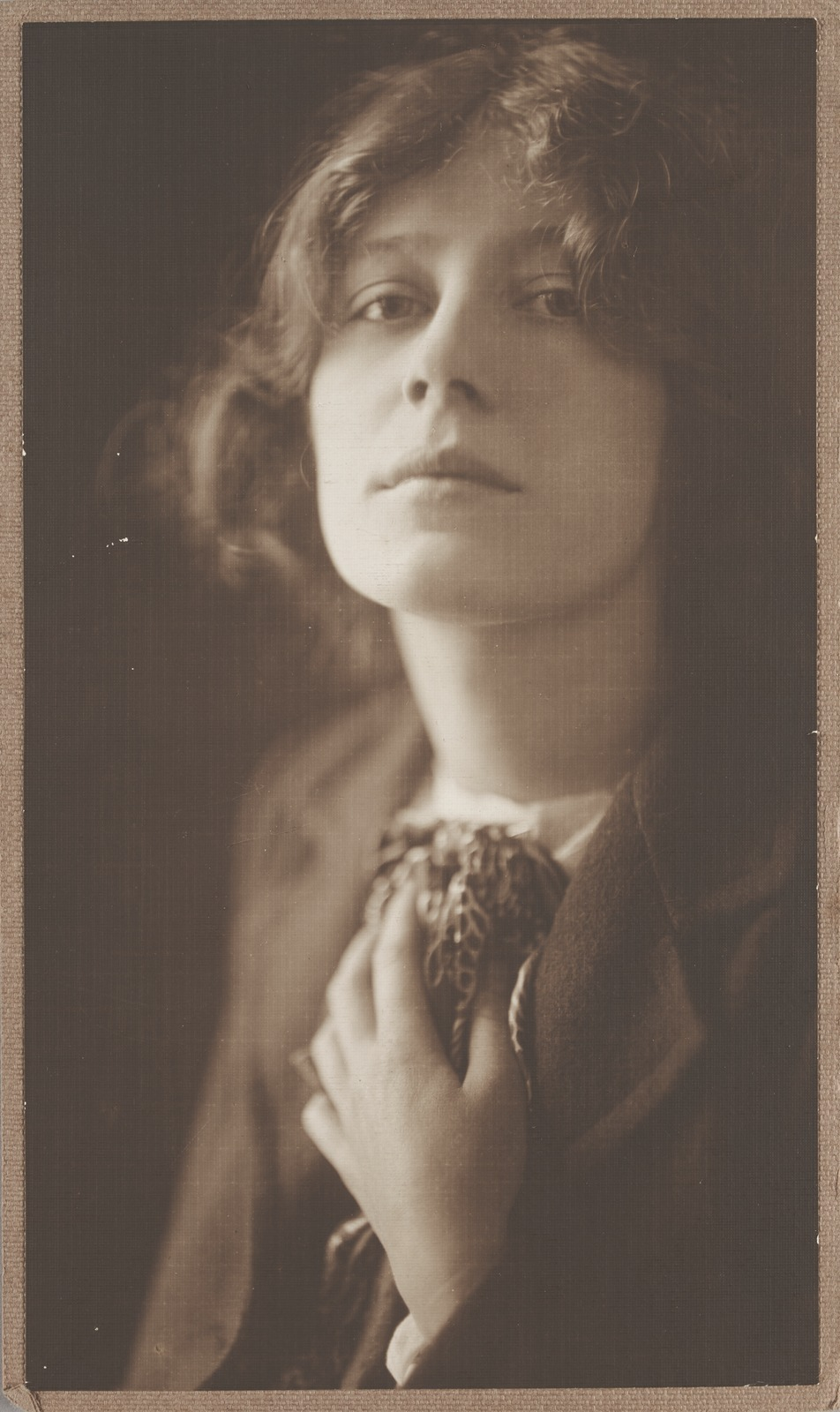
Esther Paterson, ca. 1910–1913, fotografiert von May und Mina Moore

Esther Paterson FRSA (* 5. Februar 1892 in Carlton, Melbourne; † 8. August 1971 in Middle Park, Melbourne) war eine australische Malerin und Illustratorin.

## Leben
Paterson wurde 1892 im Melbourner Stadtteil Carlton als Tochter schottischer Einwanderer geboren und wuchs in einem künstlerischen Umfeld auf: Ihr Vater Hugh Paterson war Künstler, ihr Onkel war der Landschaftsmaler John Ford Paterson, ein Cousin war der Schriftsteller Louis Esson. In direkter Nachbarschaft von Patersons Elternhaus lebte der renommierte Maler Frederick McCubbin, mit dessen Kindern Esther und ihre Schwester Betty spielten. Wie auch Betty schlug Esther ebenso eine künstlerische Laufbahn ein: Sie besuchte zunächst eine Schule im Stadtteil St. Kilda und wechselte mit dreizehn Jahren auf die National Gallery of Victoria Art School, wo sie unter Lindsay Bernard Hall studierte und sich einen Ruf als hervorragende Porträtmalerin erarbeitete. Eine erste Ausstellung 1915 in der Melbourner Besant Hall wurde in der Lokalpresse gelobt.
Paterson war vor allem für ihre Straßenszenen und ihre Porträtgemälde bekannt. Unter anderem malte sie verschiedene australische Militärs wie den Marineoffizier John Augustine Collins. Daneben arbeitete sie auch als Illustratorin. Eine enge Freundschaft verband sie mit dem Maler William Beckwith McInnes. 1923 heiratete sie den englischen Marineoffizier G. Hermon Gill, mit dem sie in Melbourne lebte. Aus einer gemeinsamen großen Europareise 1929 gingen diverse Aquarelle und Skizzen Patersons hervor. 1950 wurde sie in die Royal Society of Arts gewählt. In ihren späten Jahren war Paterson in verschiedenen Melbourner Kunstorganisationen aktiv, ehe sie im Sommer 1971 im Alter von 79 Jahren in Melbourne starb. Mehrere ihrer Werke sind heute in prominenten australischen Kunstmuseen zu finden.